# Les Forges, Vosges
Les Forges är en kommun i departementet Vosges i regionen Grand Est (tidigare regionen Lorraine) i nordöstra Frankrike. Kommunen ligger i kantonen Épinal-Ouest som tillhör arrondissementet Épinal. År 2022 hade Les Forges 1 779 invånare.

## Befolkningsutveckling
Antalet invånare i kommunen Les Forges
| Referens: INSEE |